# Sergei Iwanowitsch Ognjow

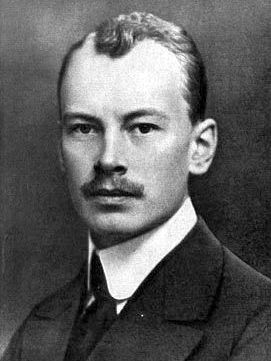
Ognjow (1914)

Sergei Iwanowitsch Ognjow (russisch Сергей Иванович Огнёв; * 5. Novemberjul. / 17. November 1886greg. in Moskau; † 20. Dezember 1951 ebenda), in der wissenschaftlichen Literatur meistens als Ognev transkribiert, war ein sowjetischer Mammaloge. Er gilt als Begründer der „Moskauer Schule“ der Theriologie.

## Leben
1910 schloss Ognjow sein Studium ab, 1928 wurde er Professor. Die Russische Akademie der Wissenschaften beauftragte ihn 1913 mit der Familie der Spitzmäuse für die Herausgabe der „Fauna Russlands“, welche bis zum Ende des Russischen Bürgerkriegs jedoch nicht abgedruckt werden konnte. Von 1922 bis zu seinem Tod arbeitete er an einer Monographie zu den Säugetieren der Sowjetunion, die aber nach sieben Bänden unvollendet blieb.

## Werke
- Säugetiere und ihre Welt. Akademie-Verlag, Berlin 1959, DNB 453638554.